# Biosfera (objekt)
Biosfera 2 je objekt za znanstvene raziskave na področju sistemskih ved o Zemlji, je od leta 2011 v lasti Univerze Arizone. Njena naloga je, da služi kot center za raziskave, ozaveščanje, izobraževanje ter vseživljenjsko učenje o Zemlji, njenih živih sistemov in njeno mesto v vesolju. Struktura je 12.700 m2 velika, prvotno zgrajena za umetno materialno zaprt ekološki sistem v Oracle, Arizoni (ZDA). Zgradilo ga je skupno podjetje Space Biosphere Ventures, katerega glavna uradnika sta bila John P. Allen, izumitelj in izvršni direktor in predsednica uprave, Margret Augustine. Zgrajena med letoma 1987 in 1991, je bila uporabljena za raziskovanje kompleksne mreže interakcije v življenjskih sistemih. V strukturi, ki vključuje pet področij, ki se nanašajo na biomih in kmetijske površine ter ljudi življenjsko / delovnega prostora za študijo interakcije med ljudmi, kmetijstva in tehnologije s preostalim delom narave.  Proučevali so tudi možnost uporabe zaprtih biosfer v kolonizaciji vesolja in omogočili študijo in manipulacijo biosfere ne da bi s tem škodovali Zemljini biosferi. Ime izhaja iz Zemljine biosfere, tako imenovane Biosfera 1. Življenjski sistem Zemlje je trenutno edina biosfera nam znana. Financiranje projekta je prišlo predvsem iz finančnega skupnega podviga partnerja, Eda Bassa iz podjeta Decisions Investment. Stalo je 200 milijonov $ od leta 1985–2007, vključno z zemljišči, rastlinjaki raziskovalne podpore, preizkusnega modula in objektov za zaposlene.

## Biosfera 2
Z velikostjo primerljiv z 2 in pol nogometnih igrišč, je še vedno največji zaprt sistem vseh časov. Stekleni objekt je dvignjen skoraj 1300 m nad morsko gladino ob vznožju gorovja Santa Catalina, pol ure stran od Tucsona.
Biosfera 2 vsebuje biome: 1.900 kvadratnih metrov deževnega gozda, 850 kvadratnih metrov oceana s koralnim grebenom, 450 kvadratnih metrov mokrišča mangrove, 1.300 kvadratnih metrov savanskih travnikov, 1.400 kvadratnih metrov puščave v megli, je 2.500 kvadratnih metrov poljedelskega sistema, človeško življenjski prostor in podzemni prostor tehnične infrastrukture. Ogrevanje in hlajenje z vodo kroži po neodvisnih cevovodih in pasivne sončne energije skozi steklene plošče okvirja prostora, ki pokrivajo večino objekta. Električna energija je bila dobavljena z zemeljskim plinom ki se nahaja na samem kraju kjer Biosfera 2 leži .
Biosfera 2 je imel dva zaključna eksperimenta, Misija 1 in 2, v katerem je bila struktura zapečatena z raziskovalci  ki so znotraj živeli. Prva, s posadko 8 ljudi, je potekala v dve leti od 1991 do 1993. Po šestmesečnem obdobju tranzicije, v katerem so raziskovalci vstopili v objekt skozi zračno zaporo vrat in izvajali raziskave ter izboljšave tehnoloških sistemov. Druga misija je potekala s posadko sedmih ljudi, ki je bila izvedena med marcem 1994 - septembrom 1994. V okviru te druge misije, je nastal spor o upravljanju finančnih vidikov projekta kar je na koncu povzročilo izpad poslovodstva in predčasno končanje same misije. Zaradi zaprte narave sistema so lahko znanstveniki nenehno spremljali spreminjajočo kemijo v zraku, vodi in tleh, ki jo vsebuje. Zdravje človeške posadke je spremljal zdravnik znotraj objekta in zunanjo medicinska ekipa.
Leta 1995 je Univerza Columbia prevzela vodenje obrata za raziskave in kot kampus do leta 2003. Leta 1996 so spremenili skoraj nepredušno zaprt sistem, zgrajen za zaprte prostore raziskovalnega sistema, na "pretočni" sistem, in zaustavili zaprt sistem raziskav. Za raziskave so manipulira raven ogljikovega dioksida za globalno segrevanje raziskave in vbrizgavali želene količine ogljikovega dioksida in prezračevali  kot je bilo to potrebno.
Do leta 2006 je bilo premoženje, ki je v Tucsonu, načrtovano za saniranje načrtovane skupnosti. Z  dne 5. junija 2007, je bilo premoženje, vključno z okolica zemljišča, v skupni vrednosti 1.650 hektarjev (6,7 km2), prodano razvijalcu za stanovanjske hišev višini 50 milijonov ameriških dolarjev. Razvoj, vključno z domovi in letoviščem so bila načrtovana za del zemljišča. Biosfera sama je ostala odprta za oglede.
26. junija 2007, je Univerza v Arizoni napovedala, da bo prevzela raziskave v Biosferi 2. Napoved je končala strah, da bodo porušili slavno steklo vivarium. Univerzitetni uradniki, so dejali da so zasebna darila in dotacije omogočila, da pokrijejo raziskovalne in obratovalne stroške za obdobje treh let z možnostjo podaljšanja, da se sredstva razvlečejo za 10 let. Sredstva so res podaljšali za 10 let in se ukvarjali z večletnim raziskovanjem projektov, vključno z raziskavami v kopenskem vodnem ciklu in kako je povezan z ekologijo, atmosfersko znanostjo, geokemijo tal in podnebnih sprememb. V juniju 2011 je Univerza napovedala, da bo prevzela polno lastništvo Biosfere 2 s 1. julijem.

## Zgodovina

### Pilotni poskusi
Pred prvim poskusom zaprtja v Biosferi 2, so bili začetni preizkusi izvedeni v manjši, 480 kubičnih metrih objekta na kraju samem, ki raziskuje regeneracijo pitne vode, atmosfersko tesnenje, širjenje in krčenje zraka in vedenjem življenjskih sistemov znotraj zaprtega ekološkega sistema. Trije prostori z eno osebo kije živela znotraj so bili izvedeni. To je omogočilo vnaprejšnje oblikovanje sposobnosti Biosfere 2 ohranjati ogljikovega dioksida na sprejemljivi ravni. Opazen precedens v tem zaprtem sistemu, raziskave življenjskega sistema je bil izveden leta 1970 s sovjetsko ekipo v Bios 3.
John Allen je preživel tri dni v testnem modulu, nato je Abigail Alling preživela pet dni, nato pa je končno Linda Leigh ostala tri tedne. Reciklirali so vodo, vključno s človeškimi odpadki, ohranjali zdravo vzdušje in skrbeli za majhno kmetijsko površino. Rastlinjaki na mestu in Environmental Research Laboratory (laboratorij) na Univerzi v Arizoni so testirali morebitne sorte hrane in dovolili da je  posadka ("biosferci") v usposabljanju opravljali rast celotnega spektra pridelkov in vzgajanje domačih živali (kokoši, koze, prašiči).
Kmetijska zemljišča v Biosferi 2 so posadili več kot eno leto pred zaprtjem in ljudje ki so znotraj nje živeli lahko upravljali svojo kmetijo, gojili in predelovali hrano, tako da bi bila oskrba s hrano gojena znotraj objekta, ko bi se začelo polno zaprtje objekta. Med več tedenskimi  zaprtji  simuliranega popolnega zaprtja objekta, so podatke zbirali na kmetijskih dejavnosti in produktivnosti, medtem pa se je posadka prilagodila na svoje delovne obremenitve.
Teh mini-misij je bilo seveda veliko premalo, da bi poskušali  pomembnejše kmetijstvo ali živinorejo. Nobenih podatkov ni bilo zbranih, ki bi lahko bile koristne pri ocenjevanju, ali je Biosfera sama zmožna preživeti osem ljudi za obdobje dveh let.